# Perclorato de potássio

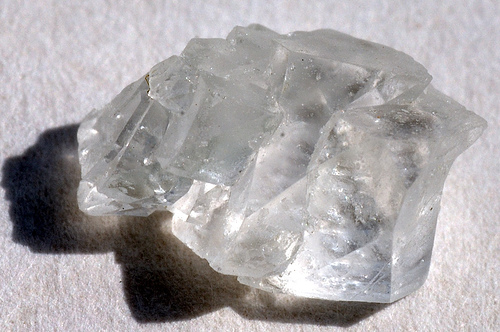
Cristal de perclorato de potássio.

Perclorato de potássio é um composto químico, um sal do perclorato com a fórmula KClO4. Forte oxidante, é uma substância cristalina incolor que funde a aproximadamente 610 °C. É um dos mais comuns oxidantes usados em fogos de artifício, munições espoletas, explosivos, e é usado em propelentes, composições para flashs, etc.
Foi usado como um propulsor de foguete contínuo, mas foi substituído na maior parte pelo Perclorato de amônio (NH4ClO4), de desempenho mais elevado. KClO4 de todos os percloratos é o que tem a solubilidade mais baixa (1.5 g em 100 g de água a 25 °C).

## Reações
Como um oxidante, KClO4 reage com uma grande variedade de combustíveis. Um exemplo comum é a glicose, C6H12O6.
3 KClO4 + C6H12O6 → 6 H2O + 6 CO2 + 3 KCl
Quando misturado com o açúcar, nas condições certas, pode ser usado como explosivo de baixo poder. Se não a mistura simplesmente queimará com uma chama roxa intensa, indicativa de sais do potássio. Os compostos instantâneos usadas nos foguetes consistem geralmente no pó de alumínio fino misturado com o perclorato do potássio.
O perclorato do potássio pode ser usado com segurança na presença do enxofre; entretanto, o clorato de potássio não pode. A explicação comum para isto é que o enxofre, dado o tempo, produz quantidades minuciosas de ácido sulfuroso e de ácido sulfúrico. Estes, por sua vez, reagirão com o clorato de potássio para produzir o ácido clórico, que é altamente instável e pode conduzir à ignição prematura da composição. O ácido correspondente do perclorato do potássio, ácido perclórico,que em concentração superior a 72% tende facilmente a explodir, por este motivo é dificilmente obtido puro e é portanto comercializado na forma de solução aquosa concentrada no máximo a 70%. Nestas condições o Ácido perclórico está presente como monohidrato

## Produção
O Perclorato de Potássio é obtido a partir da reação entre Ácido perclórico e Hidróxido de potássio, como é mostrado abaixo:
HClO4 + KOH → H2O + KClO4

## Em medicina
O perclorato do potássio pode ser usado como um poderoso agente usado para tratar o hipertireoidismo, geralmente em combinação com outros medicamentos

## Cuidados no manuseio
Por ser um oxidante forte, o contato com outros materiais fora de condições favoráveis, pode causar explosões, principalmente na presença de outra substância oxidante.

### Armazenamento
Guardar em um recipiente bem fechado, num ambiente seco e ventilado, de preferência isolado de outros materiais considerados incompatíveis (combustíveis, compostos orgânicos e substâncias oxidantes) por ser muito reativo.

## Riscos a saúde

### Inalação
Remover a pessoa ao ar livre ou um lugar ventilado de 15 a 20 minutos, em caso de respiração difícil fazer inalação com oxigênio. Se a pessoa não respirar, faça respiração artificial. Procurar um médico e informar sobre as propriedades da substância.

### Ingestão
Ao contrário da maioria das substâncias químicas, no caso de ingestão deve induzir o vômito, por ser uma substância altamente oxidante destrói o sistema digestivo. Não dê nada para uma pessoa inconsciente ingerir.  Procurar um médico e informar sobre as propriedades da substância.

### Contato com os olhos
Lavar os olhos com água de 15 a 20 minutos, abrindo e fechando as pálpebras ocasionalmente. Procurar um médico e informar sobre as propriedades da substância.
juhoiuo

### Contato com a pele
Lavar a pele apenas com água de 15 a 20 minutos. Remover todo tipo de roupas e acessórios, só usá-las novamente após lavá-las.

## Medidas contra incêndio

### Fogo
Não é combustível, mas por ser um forte oxidante quando em contato com agentes incompatíveis seu calor de reação pode causar ignição. O contato com substâncias oxidantes pode causar a combustão extremamente violenta. Libera gases tóxicos na presença de fogo.

### Explosão
O Perclorato de Potássio pode explodir quando em contato com outros oxidantes, ou se exposto ao calor, ao fogo, ou à fricção. Pode atuar como fonte de iniciação para explosões da poeira ou do vapor do mesmo. Os recipientes podem explodir quando exposto ao fogo.

### Meios de extinguir o fogo
Apagar o fogo utilizando água em forma de jato ou nuvem.